# Wellington-emlékmű (London)
A Wellington-emlékmű (Wellington Monument) a londoni Hyde Park szélén áll.

## Története
Az Akhilleusz-szobor Arthur Wellesleynek, Wellington 1. hercegének állít emléket, aki a napóleoni háborúkban számos győzelemre vezette a brit csapatokat, végül a waterlooi csatában mért megsemmisítő vereséget I. Napóleon francia császárra. Az emlékmű III. György brit király utasítására készült, és 1822. június 18-án leplezték le.
Az 5,5 méter magas szobrot Richard Westmacott készítette. Ez az emlékmű volt az első, amelyet a Hyde Parkban felállítottak. Az anyagi forrásokat a Ladies of England nőegylet gyűjtötte össze. A szobrász 33 tonna, a Wellington hadjáratai folyamán zsákmányolt francia ágyúk beolvasztásával nyert bronzot használt fel. A szobrot Pimlicóban öntötték.
Az Akhilleusz-figura modellje egy, az itáliai Monte Cavallóban található római szobor volt, míg az arcát magáról Wellingtonról mintázta Westmacott. Az alak teljesen meztelen volt, páncélja a lábánál állt. A meztelenség közfelháborodást okozott, ezért a művész egy fügefalevelet helyezett el az ágyékán, kevéssel leleplezése után.